# Aleksandr Gorelik
Aleksandr Judaevič Gorelik (in russo Александр Юдаевич Горелик?; 9 agosto 1945 – 27 settembre 2012) è stato un pattinatore artistico su ghiaccio sovietico.

## Palmarès
Coppie con Tatiana Sharanova
| Internazionali       | Internazionali | Internazionali | Internazionali |
| Evento               | 1961–62        | 1962–63        | 1963–64        |
| -------------------- | -------------- | -------------- | -------------- |
| Campionati mondiali  |                |                | 15°            |
| Campionati europei   |                |                | 7°             |
| Blue Swords          |                | 3°             |                |
| Nazionali            |                |                |                |
| Campionati sovietici | 3°             | 6°             | 2°             |

Coppie con Tat'jana Žuk
| Internazionali            | Internazionali | Internazionali | Internazionali | Internazionali |
| Evento                    | 1965           | 1966           | 1967           | 1968           |
| ------------------------- | -------------- | -------------- | -------------- | -------------- |
| Giochi olimpici invernali |                |                |                | 2°             |
| Campionati mondiali       | 3°             | 2°             |                | 2°             |
| Campionati europei        | 3°             | 2°             |                |                |
| Nazionali                 |                |                |                |                |
| Campionati sovietici      |                | 2°             |                |                |